# الجنرال دير لوفتوافه
```
الجنرال دير لوفتوافه
 
(
بالإنجليزية
: 
General of the air force
)
 
جنرال الفرع
 في 
لوفتفافه
 (بالإنجليزية: Air Air German) في 
ألمانيا النازية
. حتى نهاية 
الحرب العالمية الثانية
 في عام 1945 ، كانت رتبة الضابط العام هذه على مستوى ثلاث نجوم ( OF-8 )، أي ما يعادل 
رتبة جنرال
 أمريكي.
```

كانت صفوف «العامة للفرع» من Luftwaffe في عام 1945:
- جنرال القوات المظلية
- جنرال المدفعية المضادة للطائرات
- جنرال الطيارين
- جنرال القوات الاتصالات بالقوات الجوية
- جنرال القوات الجوية

هير

- جنرالالمدفعية
- جنرال القوات الجبلية
- جنرال المشاة
- جنرالالفرسان
- جنرال القوات الاتصالات
- جنرال القوات بانزر (القوات المدرعة)
- جنرال المهندسين
- جنرال الفيلق الطبي
- عام السلك البيطري

خدمات أخرى

كانت الدرجة مكافئة أيضًا للصفوف الألمانية الثلاث نجوم:
- أميرال كريجسمارينه، أي ما يعادل ( نائب أميرال ) و
- أوبر غروبن فوهرر في فافن إس إس.

## الضباط في هذه الرتبة
| اسم          | تواريخ الحياة | ترقية وظيفية  | تعليق                                  |
| ------------ | ------------- | ------------- | -------------------------------------- |
| فيلهلم شوبرت | 1879-1972     | 1 يوليو 1942  | خبير في اقتصاد الحرب والتسليح          |
| فالتر ويكي   | 1885-1943     | 1 ديسمبر 1942 | أول ضابط شرطة هيرمان جورينج Stabswache |

## الأدب
- Reinhard Stumpf: Die Wehrmacht-Elite - Rang und Herkunftsstruktur der deutschen Generale und Admirale 1933–1945، Harald Boldt Verlag، Boppard / Rhein 1982. ISBN   3-7646-1815-9
- كارل فريدريش هيلدبراندت: Die Generale der Luftwaffe 1935-1945 (3 Bde. ) ، بيبليو فيرلاج ، أوسنابروك 1991. (ردمك 376481701-1) ISBN

376٬481٬701-1